# Selsingen (Kernort)
Selsingen (plattdeutsch Sürsen) ist der Hauptort der gleichnamigen Gemeinde im niedersächsischen Landkreis Rotenburg (Wümme). Über Jahrhunderte war der Flecken Sitz einer Börde und eines Kirchspiels und ist heute Verwaltungssitz und Grundzentrum der Samtgemeinde Selsingen.

## Geographie

### Geographische Lage
Selsingen liegt auf der zur Stader Geest gehörenden Zevener Geest. Durch den Ort fließt der Selsinger Bach. Mit Parnewinkel ist Selsingen im Norden zusammengewachsen.

### Nachbarorte
| Ober Ochtenhausen     | Deinstedt                                   | Ohrel         |
|                       | Kompassrose, die auf Nachbargemeinden zeigt | Anderlingen   |
| Lavenstedt, Granstedt | Seedorf                                     | Twistenbostel |

## Geschichte

### Mittelalter
Bereits im Mittelalter war Selsingen als Adelssitz, Kirchbörde und Gerichtsort an einem alten Heer- und Postweg, der jetzigen Bundesstraße 71, von großer Bedeutung. Erstmals urkundlich erwähnt wurde der Ort im Jahre 1219. In Selsingen soll nach den um 1500 im Vörder Register niedergeschriebenen Angaben des Bremer Erzbischofs Johann Rohde eine Burg des gleichnamigen, seit 1219 bezeugten Ortsadelsgeschlechts gestanden haben. Es sprechen einige Indizien dafür, diese mit der 1325 durch das Bremer Erzstift zerstörten Burg „Culena“ zu identifizieren. In den 1330er Jahren verkauften die Herren von Selsingen ihre Güter in der Umgebung des Ortes, siedelten nach Burg Kuhla bei Himmelpforten über und nannten sich bald „von der Kuhla“. Um 1500 bestand der Ort aus 5 Höfen und 10 Katen.

### Neuzeit
Wegen der dichten Bebauung von neun Höfen, die sich in der Ortsmitte um die Kirche gruppierten, brannte das Dorf im 17. Jahrhundert gleich dreimal ab; lediglich die Kirche blieb verschont.
1848 begann man weitere Orte und Gehöfte wie Butterberg, Duvenmoor, Haidbrock und Witte Masch außerhalb des Ortes anzulegen. Die Mühle wurde 1868 erbaut.

### Verwaltungsgeschichte

#### Hauptort der Börde Selsingen
Vor 1885 war Selsingen Hauptort des Verwaltungs- und Gerichtsbezirks Börde Selsingen. Zur Börde gehörten die Orte Altenburg, Anderlingen, Baaste, Bademühlen, Badenstedt, Bockel, Bockhorst, Brauel, Byhusen, Deinstedt, Eitzte, Falje, Farven, Godenstedt, Gosehus, Grafel, Granstedt, Haaßel, Hütten, Klein Bostel, Lavenstedt, Malstedt, Minstedt, Mintenburg, Mojenhop, Ober Ochtenhausen, Ölkershusen, Ohrel, Ostereistedt, Parnewinkel, Plönjeshausen, Rockstedt, Rohr, Rugenberg, Sandbostel, Sassenholz, Schohöfen, Seedorf, Selsingen, Stoppelheide, Twistenbostel, Wennebostel, Windershusen und Winderswohlde. Bis 1859 gehörte die Börde zum Amt Zeven, wechselte dann aber zum Amt Bremervörde.

#### Franzosenzeit
In der Franzosenzeit wurde die Börde Seslingen aufgelöst. Von 1810 bis 1811 war Selsingen Sitz der Mairie Selsingen im Kanton Selsingen im Königreich Westphalen. Anschließend gehörte die Mairie Selsingen bis 1814 unter Napoleon zum Kanton Zeven im Französischen Kaiserreich. Nach 1814 kehrte der alte Stand wieder ein.

#### Nach 1885
1885 wurden die Börde Selsingen und die ganze Landdrostei Stade aufgelöst und Selsingen kam zum Landkreis Bremervörde, der 1977 mit dem Landkreis Rotenburg (Wümme) fusionierte.

#### Hauptort der Samtgemeinde Selsingen
1965 wurde die erste Samtgemeinde Selsingen gegründet, zu der die damaligen Gemeinden Selsingen, Fehrenbruch, Granstedt, Haaßel, Lavenstedt, Ober Ochtenhausen, Ohrel, Parnewinkel, Rockstedt, Godenstedt und Grafel gehörten. Später haben sich noch die Gemeinden Deinstedt, Malstedt, Anderlingen und Seedorf angeschlossen. Die erste Samtgemeinde bestand bis zur Gebietsreform 1974.
Zum 1. März 1974 wurde aus den Gemeinden Selsingen, Granstedt, Haaßel, Lavenstedt und Parnewinkel die neue Gemeinde Selsingen gebildet.

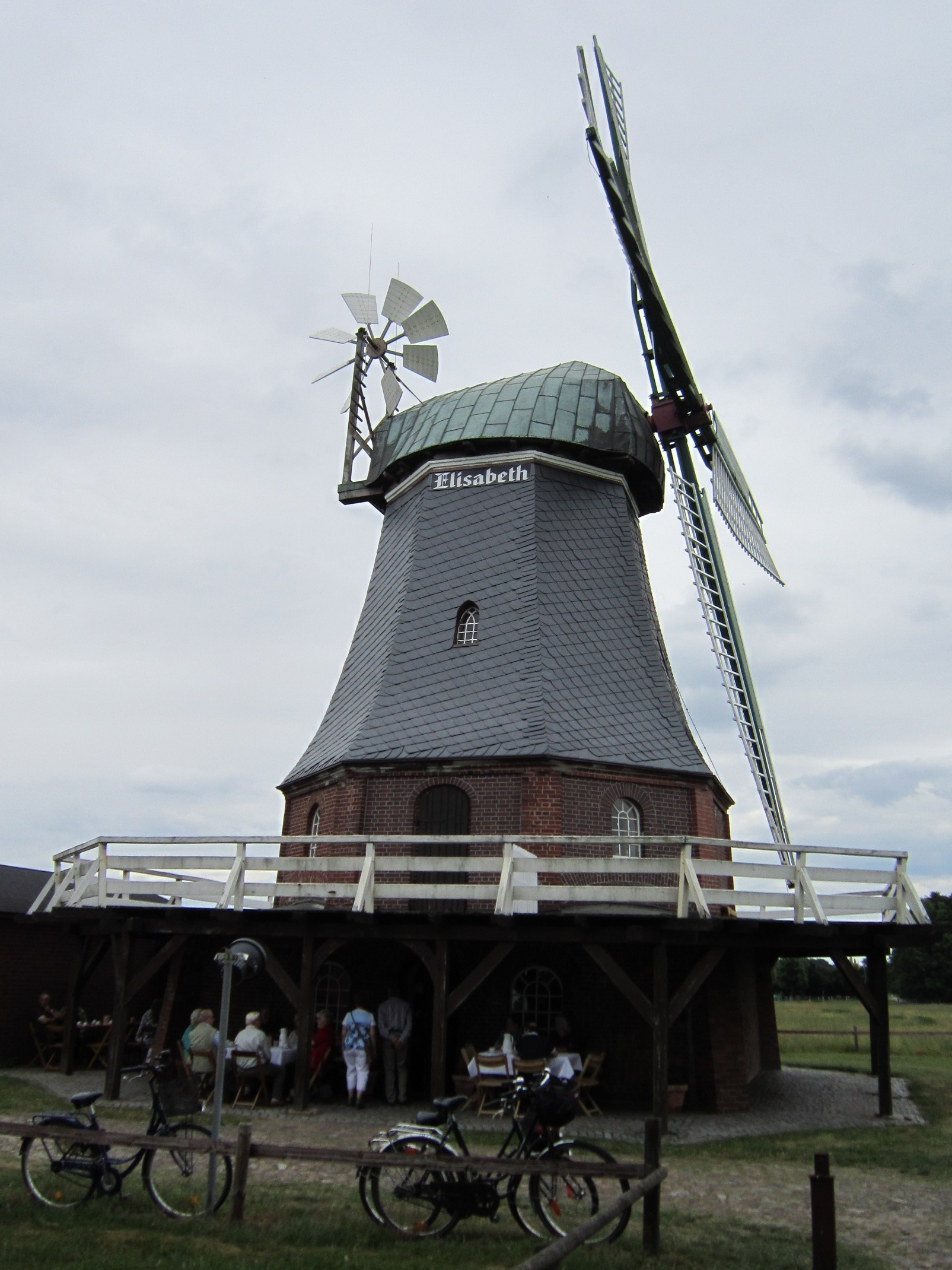
Windmühle „Elisabeth“

Die jetzige Samtgemeinde Selsingen wurde 1974 aus den Gemeinden Anderlingen, Deinstedt, Farven, Ostereistedt, Rhade, Sandbostel, Seedorf und Selsingen gebildet.

### Einwohnerentwicklung
| Jahr | Einwohner             |
| ---- | --------------------- |
| 1791 | 41 Feuerstellen       |
| 1824 | 46 Feuerstellen       |
| 1848 | 590 Leute, 96 Häuser  |
| 1871 | 629 Leute, 107 Häuser |
| 1910 | 809                   |
| 1925 | 981                   |
| 1933 | 1022                  |
| 1939 | 1162                  |

### Religion
Selsingen ist evangelisch-lutherisch geprägt und bildet mit der St.-Lamberti-Kirche ein eigenes Kirchspiel.

## Kultur und Sehenswürdigkeiten

### Vereine

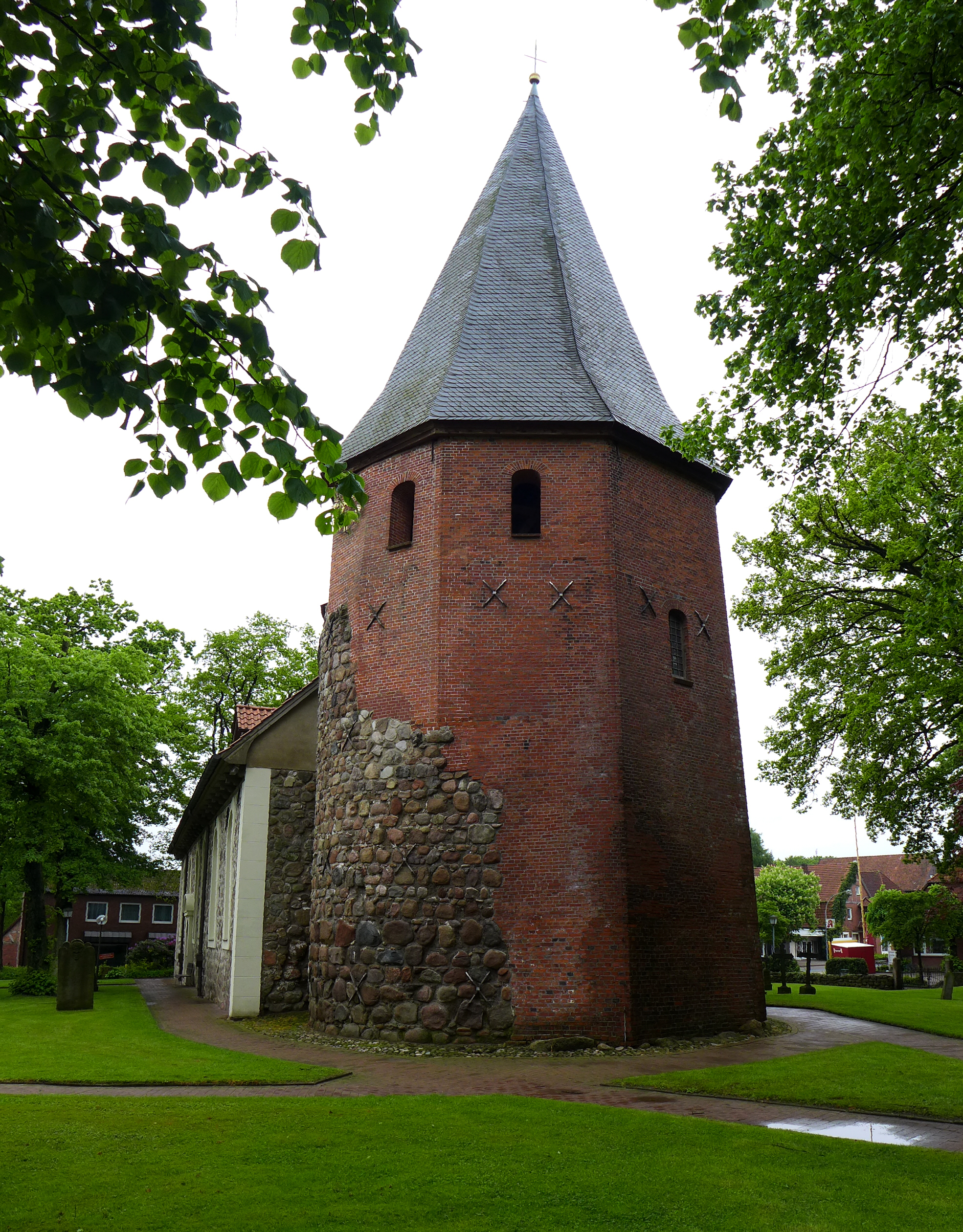
St.-Lamberti-Kirche

- Freiwillige Feuerwehr (gegr. 1887)
- Schützenverein Selsingen (gegr. 1952)
- MTSV Selsingen (gegr. 12. Dezember 1909)
- Heimatverein Selsingen

### Bauwerke

#### Lambertus-Kirche
Bereits um 900 wird eine Kirche in Selsingen vermutet. Die Grundmauern des Kirchturms stammen aus dem 11. Jahrhundert. Das jetzige Gotteshaus wurde 1725 erbaut, da die Vorgängerkirche zu klein wurde. 1992 fanden umfassende Renovierungsarbeiten statt. Die Kirche und der dazugehörige Kirchhof stehen unter Denkmalschutz.

#### Mühle „Elisabeth“
Der denkmalgeschützte Galerieholländer wurde 1868 erbaut und war bis 1953 in Betrieb. Nachdem die Mühle 1971 abgebrannt ist, baute der Selsinger Mühlenverein sie wieder auf.

#### Heimathaus Greven Worth
Das denkmalgeschützte  Heimathaus Greven Worth in Selsingen war das Wohn- und Wirtschaftsgebäude Greven Worth 8 von 1701 als Zweiständer-Hallenhaus in Fachwerk mit reetgedecktem Krüppelwalmdach. Zum Areal gehören noch ein Backhaus, ein Schafstall , eine Wagenremise und ein weiteres Nebengebäude. Der Selsinger Heimatverein hat hier seinen Sitz.

#### Weitere
- Hauptstraße 14: Mauer
- Lambertistraße 4: Wohn-/Wirtschaftsgebäude

## Wirtschaft und Infrastruktur
Nach dem regionalen Raumordnungsprogramm ist Selsingen Grundzentrum für die Orte der Umgebung.

### Ansässige Unternehmen
Einer der in Europa führenden Hersteller von Friedhofsbaggern und Kommunalfahrzeugen, Hansa Maschinenbau, ist in Selsingen ansässig.

### Verkehr
Durch den Ort verläuft die Bundesstraße 71, die im Norden über Parnewinkel nach Bremervörde und im Süden über Seedorf nach Zeven läuft. In Selsingen zweigen mehrere Kreisstraßen ab: Die K 101 führt im Westen nach Sandbostel, die K 119  führt über Granstedt nach Rockstedt und die K 109 führt im Osten über Haaßel nach Anderlingen.
Der nächste Autobahnanschluss besteht 18 km entfernt an der Anschlussstelle 48 Elsdorf an die A1.
Selsingen liegt an der nur noch im Güterverkehr betriebenen Bahnstrecke Bremervörde–Walsrode. Der nächste ÖPNV-Bahnhof befindet sich in Hesedorf an den Bahnstrecken Bremerhaven-Wulsdorf–Buchholz und Hesedorf–Stade.